# Pawel Alexandrowitsch Kruschewan

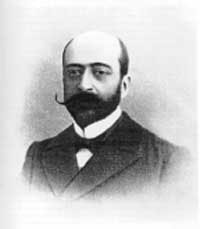
Pawel Kruschewan

Pawel Alexandrowitsch Kruschewan (rumänisch Pavel Alexandrovici Cruşeveanu; russisch Павел Александрович Крушеван) (* 15. Januarjul. / 27. Januar 1860greg. in Ghindești, heute Rajon Florești, Republik Moldau; † 5. Junijul. / 18. Juni 1909greg. in Kischinjow) war ein Journalist, Herausgeber, Verleger und ein Beamter des kaiserlichen Russland, der der Schwarzen Hundertschaft angehörte.

## Leben
Er entstammte einem verarmten moldauischen Adelsgeschlecht, besuchte für vier Jahre die Schule und arbeitete zunächst als Angestellter der Duma in Kischinjow, wobei er 1882 seine ersten Schriften veröffentlichte.
Von 1887 bis 1896 arbeitete er als Journalist bei den Zeitungen Minski listok („Minsker Blättchen“), Wilenski westnik („Wilnaer Bote“) und Bessarabski westnik („Bessarabischer Bote“). Danach war er Verleger und Herausgeber mehrerer Zeitungen: ab 1897 der russischsprachigen Kischinjower Tageszeitung Bessarabez („Der Bessaraber“), ab 1903 der Sankt Petersburger Tageszeitung Snamja („Das Banner“; dort wurden erstmals die antisemitischen Protokolle der Weisen von Zion veröffentlicht) und ab 1906 der Kischinjower Tageszeitung Drug („Der Freund“).
Nachdem am 6. Februar 1903 etwa 25 Meilen nördlich von Kischinjow ein Junge tot aufgefunden war, wurde in seiner Zeitung Bessarabez angedeutet, dass er wohl von Juden getötet worden sei, was in der Folge Anfang April das Pogrom von Kischinjow auslöste. Zu einer militanten Gruppe junger sozialistischer Zionisten gehörte der Kiewer Student Pinchas Daschewski (1879–1934), der am 17. Juni 1903 ein Attentat auf Kruschewan verübte und ihn mit einem Messerstich im Nacken verletzte. Kruschewan überlebte das Attentat, aber lebte danach in ständiger Angst. Dank der Verteidigung durch den Anwalt Oskar Grusenberg musste der Attentäter nur einen Teil seiner Strafe absitzen.
1905 organisierte Kruschewan die Bessarabische Patriotische Liga und gründete den bessarabischen Zweig des Bundes des russischen Volkes. Von 1906 bis 1909 diente er als Sprecher der Stadtduma von Kischinjow. 1907 wurde er als Vertreter Bessarabiens in die zweite russische Staatsduma gewählt.